# بروسکووو ماوه
بروسکووو ماوه (به لهستانی:  Bruskowo Małe) یک روستا در لهستان است که در گمینا سووپسک واقع شده‌است. بروسکووو ماوه ۱۱۳ نفر جمعیت دارد.